# Sajószentpéter
Sajószentpéter is een plaats (város) en gemeente in het Hongaarse comitaat Borsod-Abaúj-Zemplén. Sajószentpéter telt 12 758 inwoners (2007).

## Geboren
- Anikó Nagy (1970), handbalster